# LaLa Nestor
LaLa Nestor (* 23. Mai 2007) ist eine US-amerikanische Schauspielerin und Synchronsprecherin.

## Leben
Nestor wurde am 23. Mai 2007 geboren. Sie hat einen Bruder. Nach Auftritten in Fernsehsendungen wie Jimmy Kimmel Live! oder Conan hatte sie ihr Schauspieldebüt 2016 im Low-Budget-Tierhorrorfilm Zoombies – Der Tag der Tiere ist da! in der Rolle der Thea. Nach Besetzungen in einer Reihe von Kurzfilmen und einer Episode der Fernsehserie Dimension 404 übernahm sie die titelgebende Rolle der Angie im Thriller Abduction of Angie, die von ihrem eigenen Vater entführt wird. Von 2018 bis 2019 lieh sie in der Zeichentrickserie She-Ra und die Rebellen-Prinzessinnen verschiedenen Charakteren für die Originalfassung ihre Stimme.

## Filmografie (Auswahl)

### Schauspiel
- 2015–2016: Jimmy Kimmel Live! (Fernsehserie, 2 Episoden)
- 2016: Zoombies – Der Tag der Tiere ist da! (Zoombies)
- 2016: Conan (Fernsehserie, Episode 6x57)
- 2016: A Lovely Afternoon (Kurzfilm)
- 2016: Green Queen (Kurzfilm)
- 2017: Dimension 404 (Fernsehserie, Episode 1x03)
- 2017: Lemonade Mafia (Kurzfilm)
- 2017: How I Met Your Father (Kurzfilm)
- 2017: Sneaking Out (Kurzfilm)
- 2017: Abduction of Angie
- 2017: Lele Pons and Hannah Stocking (Fernsehserie, Episode 1x13)
- 2019: The Kids Are Alright (Fernsehserie, Episode 1x13)
- 2019: Sunday Girl
- 2020: Lele Pons and Hannah Stocking (Fernsehserie, Episode 1x33)

### Synchronisationen
- 2018–2019: She-Ra und die Rebellen-Prinzessinnen (She-Ra and the Princesses of Power, Zeichentrickserie, 3 Episoden)